# الكسندر لوغان
الكسندر لوغان هو سياسي كندي، ولد في 5 نوفمبر 1841 في كندا، وتوفي في 23 يونيو 1894 في وينيبيغ في كندا.